# Llúdria costanera sud-americana
La llúdria costanera sud-americana (Lontra felina) és una espècie de llúdria que viu al litoral del Perú i Xile. Antigament també vivia a parts de l'Argentina, però s'extingí en aquest país. Viu principalment en costes rocalloses, a vegades puja pels rius i intenta evitar les platges sorrenques. S'alimenta de peixos, crustacis i mol·luscs.